# Palau d'Estiu d'Elisabet Petrovna

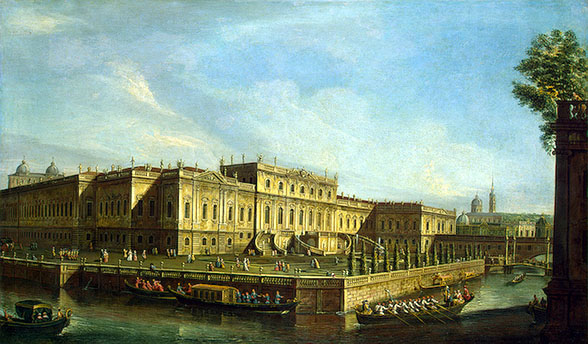
Pintura del Palau d'Estiu d'Elisabet Petrovna el 1756

El Palau d'Estiu (en rus: Ле́тний дворе́ц) foren dos palaus barrocs de fusta construïts per Francesco Rastrelli al camp de Mart darrere del jardí d'estiu a Sant Petersburg. Tots dos edificis han desaparegut.

## Primer palau
L'any 1730 Rastrelli va dissenyar el primer palau de fusta per a l'emperadriu Anna. Es tractava d'una estructura d'una sola planta, amb 28 habitacions, un ampli vestíbul central i un sistema de vies fluvials interiors.
Després de l'ascens al tron rus d'Elisabet Petrovna el 1741, aquesta encarregà a Rastrelli que enderroqués el palau del seu predecessor i que hi construís una residència «a l'estil venecià».

## Segon palau
El nou Palau d'Estiu, acabat el 1744, fou la residència principal de l'emperadriu Elisabet a la capital russa. Era un gran i imponent edifici de parets malva amb 160 habitacions daurades, església adjacent i una font de cascada. A la dècada de 1750 s'afegí al conjunt del recinte un pavelló Hermitage i una òpera.
El 1762 Caterina la Gran traslladà la seva cort al Palau d'Hivern, de nova construcció, posant fi a l'antiga residència. Un any després de la seva mort el 1796, l'emperador Pau (que hi havia nascut el 1754) va ordenar que el palau ruïnós fos enderrocat i el va substituir per una nova residència, el castell Mikhàilovski.